# Макгуайр, Данкан
Да́нкан Мака́ллистер Макгуа́йр (англ. Duncan MacAllister McGuire; 5 февраля 2001, Омаха, Небраска, США) — американский футболист, нападающий клуба «Орландо Сити» и сборной США.

## Карьера

### Университетский футбол
В 2019—2022 годах Макгуайр обучался в Крейтонском университете по специальности «Финансы», где, пропустив сезон 2019, три сезона выступал за университетскую футбольную команду «Крейтон Блюджейз». В Национальной ассоциации студенческого спорта сыграл 55 матчей, забил 28 мячей и отдал шесть результативных передач. В сезоне 2020 был включён во вторую символическую сборную Конференции Big East. В сезоне 2022 был признан лучшим игроком атакующего плана Конференции Big East, был включён в первую символическую сборную Конференции Big East, был включён во вторую всеамериканскую символическую сборную по версии профессиональной ассоциации футбольных тренеров и удостоился «Херманн Трофи», награды лучшему игроку студенческого футбола США.
В 2022 году также выступал в Лиге два ЮСЛ за клуб «Лейн Юнайтед», сыграв 11 матчей и забив четыре мяча.

### Клубная карьера
21 декабря 2022 года на Супердрафте MLS 2023 Макгуайр был выбран в первом раунде под общим шестым номером клубом «Орландо Сити». 22 февраля 2023 года клуб объявил о подписании с ним контракта до конца сезона 2023 с опциями продления на сезоны 2024, 2025 и 2026. Свой первый гол в профессиональной карьере он забил в дебютном матче за «Орландо Сити» против «Ди Си Юнайтед» 11 марта. По итогам сезона 2023, в котором забил 13 голов, Макгуайр номинировался на звание молодого игрока года в MLS.
31 января 2024 года Макгуайр вылетел в Англию, чтобы оформить постоянный трансфер в клуб Чемпионшипа «Блэкберн Роверс». Однако «Роверс» отказался от сделки, пока Макгуайр находился в самолете, и впоследствии он провёл ночь в Шеффилде на фоне интереса со стороны другого клуба Чемпионшипа «Шеффилд Уэнсдей». На следующий день было объявлено, что «Орландо Сити» достиг соглашения с «Блэкберн Роверс» о шестимесячной аренде с возможностью выкупа. В переходе было отказано Английской футбольной лигой из-за «административной ошибки» при подаче регистрационных документов Макгуайра «Блэкберн Роверс», в результате чего клуб пропустил крайний срок трансфера. Апелляция клуба была отклонена советом Английской футбольной лиги 8 февраля, и Макгуайр вернулся в «Орландо».
22 августа 2024 года Макгуайр подписал с «Орландо Сити» новый контракт до конца сезона 2027 с клубной опцией продления на сезон 2028.

### Международная карьера
8 октября 2023 года Макгуайр был вызван в сборную США до 23 лет для участия в тренировочном лагере, включавшем два матча со сборными Мексики и Японии.
5 января 2024 года Макгуайр был впервые вызван в старшую сборную США, в ежегодный январский тренировочный лагерь. 20 января в товарищеском матче со сборной Словении, завершившем лагерь, он дебютировал за сборную США, выйдя на замену на 62-й минуте вместо Брайана Уайта.
Макгуайр был включён в состав олимпийской сборной США на Олимпийские игры 2024.

## Статистика выступлений

### Клубная статистика
| Выступление      | Выступление      | Выступление      | Лига | Лига | Плей-офф | Плей-офф | Кубок | Кубок | Континент | Континент | Итого | Итого |
| Клуб             | Лига             | Сезон            | Игры | Голы | Игры     | Голы     | Игры  | Голы  | Игры      | Голы      | Игры  | Голы  |
| ---------------- | ---------------- | ---------------- | ---- | ---- | -------- | -------- | ----- | ----- | --------- | --------- | ----- | ----- |
| Орландо Сити     | MLS              | 2023             | 29   | 13   | 3        | 0        | 1     | 0     | 4         | 2         | 37    | 15    |
| Орландо Сити     | MLS              | 2024             | 24   | 9    | —        | —        | —     | —     | 5         | 1         | 29    | 10    |
| Орландо Сити     | Итого            | Итого            | 53   | 22   | 3        | 0        | 1     | 0     | 9         | 3         | 66    | 25    |
| Всего за карьеру | Всего за карьеру | Всего за карьеру | 53   | 22   | 3        | 0        | 1     | 0     | 9         | 3         | 66    | 25    |

Источники: Transfermarkt, Soccerway, Footballdatabase.eu.

### Международная статистика
| Команда | Год   | Игры | Голы |
| ------- | ----- | ---- | ---- |
| США     |       |      |      |
| 2024    | 1     | 0    |      |
| Всего   | Всего | 1    | 0    |

Источник: National Football Teams.